# Michiel Schapers
Michiel Schapers (Rotterdam, 11 ottobre 1959) è un allenatore di tennis ed ex tennista olandese.

## Biografia
Diventato professionista nel 1982, rappresentò i Paesi Bassi alle Olimpiadi di Seoul del 1988 dove venne sconfitto nei quarti di finale da Miloslav Mečíř. Giocatore destrimane, raggiunse la posizione numero 25 della classifica ATP il 25 aprile del 1988, ma non vinse mai tornei. In carriera raggiunse due volte i quarti agli Australian Oper. Dopo il ritiro, Schapers è diventato allenatore: ha seguito Marina Eraković e Ioana Raluca Olaru.